# KLJ-3
KLJ-3는 중국 청두 J-10 전투기에 탑재되는 레이다다.

## 제원
- 이름 : KLJ-3
- 탐지거리 : 100 km
- 탑재기 : 청두 J-10

## 같이 보기
- AN/APG-68
- Zhuk
- 전투기 레이다
- 청두 J-10